# Ślimak przydrożny
Ślimak przydrożny (Xerolenta obvia) – pontokaspijski, ekspansywny gatunek ślimaka lądowego z rodziny Geomitridae, wcześniej zaliczany do Hygromiidae lub ślimakowatych (Helicidae).

## Zasięg występowania
Od Turcji przez wschodni i środkowy Półwysep Bałkański do wybrzeży Morza Bałtyckiego. W Polsce jest gatunkiem obcym.

## Opis
Ciepło- i sucholubny, o muszli białej lub pokrytej nieregularnie zanikającymi brązowymi lub czarnymi paskami. Muszla płaska, z zupełnie otwartym dołkiem osiowym. Końce otworu ostro zakończone, bez wargi. Wysokość 6–9 mm i szerokość 12–20 mm. Jest podobny i łatwy do pomylenia ze ślimakiem wrzosowiskowym (Helicella itala), występującym w całej Europie Zachodniej, wliczając tu zachodnią część Polski. Żywi się roślinami. W czasie suszy zamyka się w muszli i zapada w stan anabiozy.